# Bertil Haage
Bertil Haage (1954) is een voormalig Nederlands honkballer.
Haage maakte tussen 1972 en 1982 als werper deel uit van het Nederlands honkbalteam. Hij speelde met het team op vijf wereldkampioenschappen en vijf Europese kampioenschappen. In 1977 werd hij uitgeroepen tot beste pitcher van het Europees Kampioenschap. Een contractaanbod van de San Francisco Giants sloeg hij destijds af. Hij kwam zijn gehele honkballoopbaan uit voor de vereniging Tex Town Tigers uit Enschede waar hij zeer actief was onder meer als voorzitter van de Technische Commissie Honkbal, organisator van de pitchersopleiding en voorzitter van het Mastenbroektoernooit en later tot erelid werd benoemd.
Haage volgde de pabo en werkte jarenlang als onderwijzer en later als directeur van een basisschool. Momenteel werkt hij als topsport-coördinator en leraar Nederlands aan het Stedelijk Lyceum in Enschede.
Ook Zijn broer Erik Haage was actief als honkballer en kwam als catcher uit voor de Tex Town Tigers en later ook als korte stop. Zijn dochter Femke Haage kwam uit als international van het Nederlands damessoftbalteam. Zij speelde bij Terrasvogels in Haarlem (Santpoort).
Op 31 maart 2018 is Bertil Haage benoemd tot Ridder in de Orde van Oranje-Nassau. Dit in verband met zijn grote maatschappelijke betrokkenheid rondom de sport honkbal in Enschede. De plechtigheid vond plaats tijdens de 35ste editie van het Mastenbroek honk- en softbal toernooi in Enschede. 